# Elecciones estatales de Hamburgo de 2004
La elección estatal de Hamburgo de 2004 se llevó a cabo el 29 de febrero de 2004 para elegir a los miembros del Parlamento de Hamburgo. .

## Antecedentes
En diciembre de 2003, la coalición entre la CDU, el Partei Rechtsstaatlicher Offensive y el FDP había perdido su mayoría después de que Ronald Schill, exministro del Interior, había dejado el  Partei Rechtsstaatlicher Offensive  con otros cinco diputados. Schill había sido destituido de su cargo por el alcalde Ole von Beust en agosto de 2003, acusándolo de extorsión luego de que Schill difamara el rumor sobre una supuesta relación homosexual de von Beust con el Senador de Justicia Roger Kusch.
Schill se presentó como candidato del partido Pro Deutsche Mitte, el cual utilizó las siglas PRO DM/Schill. El Partei Rechtsstaatlicher Offensive  postuló con el Segundo Alcalde Mario Mettbach.

## Resultados[1]
| Partido | Partido                                         | Votos   | Porcentaje de votos | Escaños  | Porcentaje de escaños |
| ------- | ----------------------------------------------- | ------- | ------------------- | -------- | --------------------- |
|         | Unión Demócrata Cristiana de Alemania (CDU)     | 389,170 | 47.2% (+21.0)       | 63 (+30) | 52.1%                 |
|         | Partido Socialdemócrata de Alemania (SPD)       | 251,441 | 30.5% (-6.0)        | 41 (-5)  | 33.9%                 |
|         | Lista Alternativa Verde (GAL)                   | 101,227 | 12.3% (+3.7)        | 17 (+6)  | 14.0%                 |
|         | Pro Deutsche Mitte (Pro DM/Schill)              | 25,763  | 3.1% (+2.9)         | 0 (+0)   | 0.0%                  |
|         | Partido Democrático Liberal (FDP)               | 23,373  | 2.8% (-2.3)         | 0 (-6)   | 0.0%                  |
|         | Arcoíris - Por una nueva Izquierda (Regenbogen) | 9,220   | 1.1% (-0.6)         | 0 (+0)   | 0.0%                  |
|         | Die Grauen – Graue Panther (GRAUE)              | 8,878   | 1.1% (+0.9)         | 0 (+0)   | 0.0%                  |
|         | Partei Rechtsstaatlicher Offensive (sin sigla)  | 3,046   | 0.4% (-19.0)        | 0 (-25)  | 0.0%                  |
|         | Otros                                           | 12,030  | 1.9% (-0.6)         | 0        | 0.0%                  |
| Total   | Total                                           | 824,128 | 100.0%              | 121      | 100.0%                |

## Post-elección
Ole von Beust fue capaz de formar un gobierno en mayoría con la CDU sin el apoyo de socios. Sus exsocios de coalición, el FDP y el Partido Ofensiva Ley y Orden, no regresaron al parlamento.